# Холгер Руне
Холгер Руне (Holger Vitus Nødskov Rune), латиница (Holger Rune) е датски тенисист, роден на 29 април 2003 г. в Гентофте, Дания.

## Биография
Холгер Руне е роден на 29 април 2003 г. в Гентофте, Дания, в семейството на Анеке Руне и Андерс Нюдсков, има сестра на име Алма. Започва да играе тенис на 6-годишна възраст, защото сестра му тренира. През цялото си детство той е трениран от Ларс Кристенсен. Неговите идоли са тенисистите Рафаел Надал и Роджър Федерер.

## Кариера

### Младша кариера
През 2014 г. Холгер Руне става шампион на Дания до 12 годишна възраст на смесени двойки с Клара Таусон. Започва обучение в Академията Муратоглу през 2016 г. През 2017 г. печели Европейското първенство на сингъл до 14 годишна възраст. На 15-годишна възраст той става най-младият датски шампион на сингъл при мъжете, като печели турнира на закрито през 2019 г. На 8 юни 2019 г. Руне побеждава Тоби Алекс Кодат и печели титлата на Откритото първенство на Франция 2019 г. на сингъл за юноши. Получава уайлдкард и печели мач на 2019 Блоа ATP Чалънджър през юни. Тогава той е на 16 години, 1 месец и 18 дни. Състезава се в 2019 Амерсфорт Чалънджър през юли, където печели втората си победа в ATP Чалънджър мач.
На 28 октомври 2019 г. Холгер Руне достига до световен номер 1 в ранглистата на ITF за юноши, след като побеждава Харолд Майот и печели финалите на ITF за юноши.

### Професионална кариера
Холгер Руне официално става професионалист през 2020 г. на 16-годишна възраст.

#### 2020
На ATP Окланд Оупън през 2020 година, получава уайлдкард в квалификационния жребий, но губи от Васек Поспишил в два сета. През юли 2020 г. става най-младият играч, участвал в Ultimate Tennis Showdown (UTS), където е победен от френския играч Корентин Муте. През септември 2020 г. Руне печели първата си ITF на турнира M25 в Швейцария, достига още три финала на ITF до края на 2020 г., като печели два от трите. През октомври 2020 г. получава уайлдкард за ATP Чалънджър 80 в Пуенте Романо в Марбеля, губи с 1–2 (6–1, 4–6, 4–6) в първия кръг от Елиът Бенчетрит.

#### 2021
Руне достига до три финала на ITF в началото на 2021 г., като печели един.
През март 2021 г. Руне прави своя дебют на ATP като играч с уайлдкард на Аржентина Оупън. Той губи в първия кръг от петия поставен Алберт Рамос Виньолас в три сета. На Откритото първенство на Чили следващата седмица, Руне е приет в квалификационния жребий с уайлдкард. Той печели квалификационния кръг и записва първата си победа в ATP мач срещу Себастиан Баес в два сета. Следва и първа победа над играч от топ 30 Беноа Пер в поредни сетове, за да стигне до първия си четвъртфинал на ATP, където губи от Федерико Делбонис в поредни сетове. На 17-годишна възраст той става най-младият четвъртфиналист на ATP Tour от 2014 г. насам.

## Кариерна статистика

#### Титли оттурнири от сериите Мастърс(1)
| година | турнир        | съперник във финала | резултат      |
| ------ | ------------- | ------------------- | ------------- |
| 2022   | Париж Мастърс | Новак Джокович      | 3–6, 6–3, 7–5 |

#### Финали натурнири от сериите Мастърс(3)
| година | турнир              | съперник във финала | резултат      |
| ------ | ------------------- | ------------------- | ------------- |
| 2023   | Монте Карло Мастърс | Андрей Рубльов      | 7–5, 2–6, 5–7 |
| 2023   | Италия Оупън        | Даниил Медведев     | 5–7, 5–7      |
| 2025   | Индиън Уелс Оупън   | Джак Дрейпър        | 2–6, 2–6      |

### ATP финали (5 титли; 11 финала)
|        | П–З | Година | Турнир               | Клас         | Настилка   | Опонент                | Резултат           |
| ------ | --- | ------ | -------------------- | ------------ | ---------- | ---------------------- | ------------------ |
| Победа | 1–0 | 2022   | Бавария Оупън        | 250 серии    | Клей       | Ботик Ван Де Зандсхулп | 3–4 отказва се     |
| Загуба | 1–1 | 2022   | София Оупън          | 250 серии    | Твърда (з) | Марк-Андреа Хюслер     | 4–6, 6–7(8–10)     |
| Победа | 2–1 | 2022   | Стокхолм Оупън       | 250 серии    | Твърда (з) | Стефанос Циципас       | 6–4, 6–4           |
| Загуба | 2–2 | 2022   | Суис Индорс          | 500 серии    | Твърда (з) | Феликс Оже-Алиасим     | 3–6, 5–7           |
| Победа | 3–2 | 2022   | Париж Мастърс        | Мастърс 1000 | Твърда (з) | Новак Джокович         | 3–6, 6–3, 7–5      |
| Загуба | 3–3 | 2023   | Монте Карло Мастърс  | Мастърс 1000 | Клей       | Андрей Рубльов         | 7–5, 2–6, 5–7      |
| Победа | 4–3 | 2023   | Бавария Оупън        | 250 серии    | Клей       | Ботик Ван Де Зандсхулп | 6–4, 1–6, 7–6(7–3) |
| Загуба | 4–4 | 2023   | Италия Оупън         | Мастърс 1000 | Клей       | Даниил Медведев        | 5–7, 5–7           |
| Загуба | 4–5 | 2024   | Бризбън Интернешънъл | 250 серии    | Твърда     | Григор Димитров        | 6–7(5–7), 4–6      |
| Загуба | 4–6 | 2025   | Индиън Уелс Оупън    | Мастърс 1000 | Твърда     | Джак Дрейпър           | 2–6, 2–6           |
| Победа | 5–6 | 2025   | Барселона Оупън      | 500 серии    | Клей       | Карлос Алкарас         | 7 – 6(8–6), 6 – 2  |